# Bothriocera cotiso
Bothriocera cotiso är en insektsart som beskrevs av Ronald Gordon Fennah 1971. Bothriocera cotiso ingår i släktet Bothriocera och familjen kilstritar. Inga underarter finns listade i Catalogue of Life.